# 185 aC
El 185 aC és un any anterior al calendari romà. Era conegut com l'Any del Consolat de Pulcre i Tudità (o, menys freqüent, any 569 Ab urbe condita). La denominació «185 aC» s'ha utilitzat des dels inicis de l'època medieval amb l'establiment del calendari gregorià.

## Política
A la República Romana, el militar romà Escipió Africà Major i el seu germà Luci van ser acusats per Cató el Vell i els seus partidaris d'haver rebut suborns del rei selèucida Antíoc III. Escipió va desafiar els seus acusadors recordant-los als romans del seu deute amb ell, i es va retirar a la seva casa de camp a Liternum (Campània). No obstant això, Cató va aconseguir trencar la influència política de Luci i Escipió.
A l'Índia, Pusyamitra Sunga va assassinar l'emperador maurya Brihadratha, posant fi així a aquesta dinastia; es fundà, seguidament, l'Imperi Sunga.

## Art, cultura i pensament
El Llibre dels Salms va ser traduït al grec a Alexandria. Vora el 185 aC nasqué el filòsof grec Paneci de Rodes, mestre de l'escola estoica durant el seu període mitjà.